# (20200) Donbacky
(20200) Donbacky (1997 DW) – planetoida z grupy pasa głównego asteroid okrążająca Słońce w ciągu 4,61 lat w średniej odległości 2,77 j.a. Odkryta 28 lutego 1997 roku.